# Masato Sasaki
Masato Sasaki (født 9. april 1992) er en japansk fodboldspiller.
Han har spillet for flere forskellige klubber i sin karriere, herunder YSCC Yokohama og Fujieda MYFC.